# Carlos Brandon, 1.º Duque de Suffolk
Carlos Brandon, 1.º Duque de Suffolk KG (em inglês: Charles; c. 1484 – Guildford, 24 de agosto de 1545) era o terceiro filho de Sir William Brandon e de Isabel Bruyn, sendo o primeiro Duque de Suffolk. Carlos era amigo íntimo de Henrique VIII, sendo casado com a irmã do rei, Maria Tudor, rainha consorte viúva da França.

## Biografia
Carlos Brandon foi o segundo, mas único filho sobrevivente de Sir William Brandon, porta-estandarte de Henrique Tudor na Batalha de Bosworth Field, onde foi morto por Ricardo III. Sua mãe, Isabel Bruyn, era filha e co-herdeira de Sir Henry Bruyn, que faleceu em 1461. Carlos foi educado na corte do rei Henrique VII e tornou-se o melhor amigo do futuro rei Henrique VIII.
Foi primeiramente casado com Margarida Neville, também chamada de Margarida Mortimer, pois era viúva de Sir John Mortimer, cuja união foi anulada. Depois foi marido de Ana Browne, que morreu em 1511, desconhecendo-se a causa da morte, teve duas filhas:
- Anne Brandon (1507 – janeiro de 1558)
- Mary Brandon (2 de junho de 1510 – 1542).

Carlos exerceu vários cargos na realeza e destacou-se na campanha da França, em 1513, nos cercos de Thérouanne e Tournai.

### Casamento com Maria Tudor
Carlos tinha uma forte ligação com Maria, irmã do rei Henrique VIII. Brandon foi à França negociar o retorno de Maria por ordem do rei, estando viúva do rei Luís XII da França, que morreu no ano de 1515. Chegado à França em 27 de fevereiro, encontrou-se com o rei Francisco I e casou-se secretamente com Maria Tudor em 3 de março de 1515, em Paris. Para evitar dificuldades políticas envolvendo o casamento, pois Henrique estava interessado em possuir o ouro e as jóias que Luís havia prometido a Maria antes da sua morte, deixou bem claro que só sancionaria o casamento se pudesse obtê-las.
Suffolk escreveu para o cardeal Wolsey, este intermediou o negócio, e o casal pôde casar-se publicamente alguns meses depois, no palácio de Greenwich, em 13 de maio. Maria e Suffolk tiveram quatro filhos: 
- Henry Brandon (11 de março de 1516 - 1522), morreu na infância aos 6 anos de idade;
- Francisca Brandon (16 de julho de 1517 - 20 de novembro de 1559), casou-se com Henrique Grey, 3.º marquês de Dorset, e tiveram cinco filhos, onde três filhas sobreviveram até a idade adulta (a breve rainha da Inglaterra Joana Grey, Catarina Grey, Condessa de Hertford e Maria Grey). Casou-se novamente com Adrian Stokes (morto em 1586) e tiveram três filhos, todos mortos na infância. Está sepultada em Westminster e foi Duquesa de Suffolk;
- Leonor Brandon (1519 - 27 de setembro de 1547), casou-se com Henry Clifford, 2.º Conde de Cumberland (1517–1570), filho do 1.º conde, Henry, 11.º Lorde de Clifford. O condado de Cumberland pertenceu à família Clifford de 1525 a 1643. Eles tiveram três filhos, sendo que a única que sobreviveu à infância foi a sua filha, Lady Margarida Clifford (1540–1596) que se casou com Henry Stanley (morto em 1593), 4.º conde de Derby em 1521 que, em 1557 alguns consideravam a herdeira legítima;
- Henry Brandon, 1.º Conde de Lincoln (11 de março de 1523 - 1 de março de 1534), foi o primeiro Conde de Lincoln. Ele era um menino muito doente e morreu na infância, com quase 11 anos de idade.

### Alto comissário e falecimento
Suffolk era contra a anulação do casamento de Henrique com Catarina de Aragão, posição também defendida por sua esposa Maria Tudor. Ana Bolena, embora tenha sido sua dama de companhia na França, não era querida por Maria, que chegou a ter discussões furiosas com ela. Outra razão para a inimizade do duque com ela era o fato de ser sobrinha de seu rival, o Duque de Norfolk. Insatisfeita com a falta de apoio, Bolena acusou Suffolk de dormir com a própria filha Frances e Henrique o baniu da corte. Em 1533, com o apoio de Thomas Cromwell, o duque fez as pazes com o rei, retornou à corte e organizou a coroação de Bolena, a qual sua esposa e filha não compareceram. Maria Tudor faleceu em junho daquele mesmo ano. Em 1536, Suffolk foi um dos jurados no julgamento de Ana Bolena por incesto, adultério e traição, e há especulações de que ele tenha sugerido que Bolena tenha dormido com seu irmão Jorge para se vingar pela acusação que ela havia feito anos antes.
Com a morte da sua esposa Maria, casou-se com Catarina Willoughby, de 14 anos, filha de Lord Willoughby e de uma dama de honra de Catarina de Aragão. Teve dois filhos:
- Henrique Brandon, 2.º Duque de Suffolk (18 de setembro de 1535 – 14 de julho de 1551), morreu na adolescência aos 15 anos de idade;
- Charles Brandon, 3.º Duque de Suffolk (1537 – 14 de julho de 1551), morreu na adolescência aos 13 anos de idade.

Carlos Suffolk morreu em 1545, um ano após comandar o exército inglês na invasão da França. Ele está sepultado na Capela de São Jorge.